# Тарквиний и Лукреция (картина Тициана, 1515)
«Лукреция и её муж Луций Тарквиний Коллатинус» или «Тарквиний и Лукреция» — картина итальянского живописца Тициана периода Высокого Возрождения, созданная около 1515 года и хранящаяся в Музее истории искусств в Вене. Атрибуция авторства Тициана традиционна, но неопределенна — осветлённая палитра позволяет предположить, что картина может принадлежать Якопо Пальме (Старшему). Однако другие считают, что картина входит в серию полуростовых женских фигур Тициана 1514—1515 годов, в которую также входят «Флора» из Галереи Уффици, «Женщина перед зеркалом» из Лувра, «Виоланта» и «Девушка в чёрном платье» в Вене, «Тщеславие» в Мюнхене и «Саломея» в Галерее Дориа-Памфили. Ранняя копия находится в Королевской коллекции.

## Описание и анализ
Лукреция с кинжалом, собирающаяся покончить с собой, была очень распространённым сюжетом в искусстве. Однако добавление мужской фигуры прямо за её спиной является практически уникальным. Музей истории искусств называет эту фигуру Луцием Тарквинием Коллатином, мужем Лукреции, но Королевская коллекция идентифицирует его как её насильника, Секста Тарквиния, как и большинство источников. Её муж присутствовал при её смерти, согласно большинству различных римских источников этой истории, а Секст Тарквиний — нет. Если речь идёт о Тарквинии, то обстановка должна быть накануне вечером, когда Лукреция, возможно, разрабатывает свой план.
На картине изображена Лукреция, собирающаяся покончить с собой, чтобы сохранить свою честь после того, как она рассказала о своём изнасиловании Секстом Тарквинием предыдущей ночью, что делает её образцом женской добродетели. Её лицо обращено к божественному свету, идущему сверху, дающему ей силы совершить трудный поступок. Как и в других интерпретациях этой темы, здесь присутствуют чувственные элементы, такие как спадающий халат Лукреции и почти обнажённая грудь. Зелёный цвет халата особенно ярок, что свидетельствует о высоком качестве пигментов, доступных в Венеции.
Картину можно рассматривать как одну из ряда венецианских картин 1510-х годов, на которых изображены две или три полулежащие фигуры с близко расположенными головами, часто с загадочными выражениями лиц и взаимодействиями. Большинство из них — это «джорджонезские» жанровые или тронические сюжеты, где субъекты анонимны.
Картина в Вене или другая версия, хранящаяся в Королевской коллекции, может быть той самой картиной, о которой Ридольфи упоминал в 1648 году как о находящейся в галерее Карла I, чья итальянская живопись в основном была получена из купленной им коллекции Гонзага в Мантуе. Венская версия могла попасть в коллекцию эрцгерцога Леопольда Вильгельма Австрийского.
Более известная поздняя картина Тициана, изображающая изнасилование Лукреции Тарквинием, была написана спустя 50 лет, в 1571 году и находится в Музее Фицуильяма, в Кембридже.